# Danh sách nhà văn Nepal
Danh sách này bao gồm tên của các nhân vật (thuộc bất kỳ dân tộc hoặc quốc tịch nào) đã viết các tác phẩm hư cấu, tiểu luận hoặc kịch bằng tiếng Nepali. Danh sách này bao gồm các nhân vật còn sống và đã qua đời.
Đây là một danh sách chưa hoàn tất, và có thể sẽ không bao giờ thỏa mãn yêu cầu hoàn tất. Bạn có thể đóng góp bằng cách mở rộng nó bằng các thông tin đáng tin cậy.
Abbreviations: children's (ch), drama (d), fiction (f), non-fiction (nf), poetry (p)

## S
- Suman Pokhrel (21 tháng 9 năm 1967)